# Zeeslag bij Plymouth

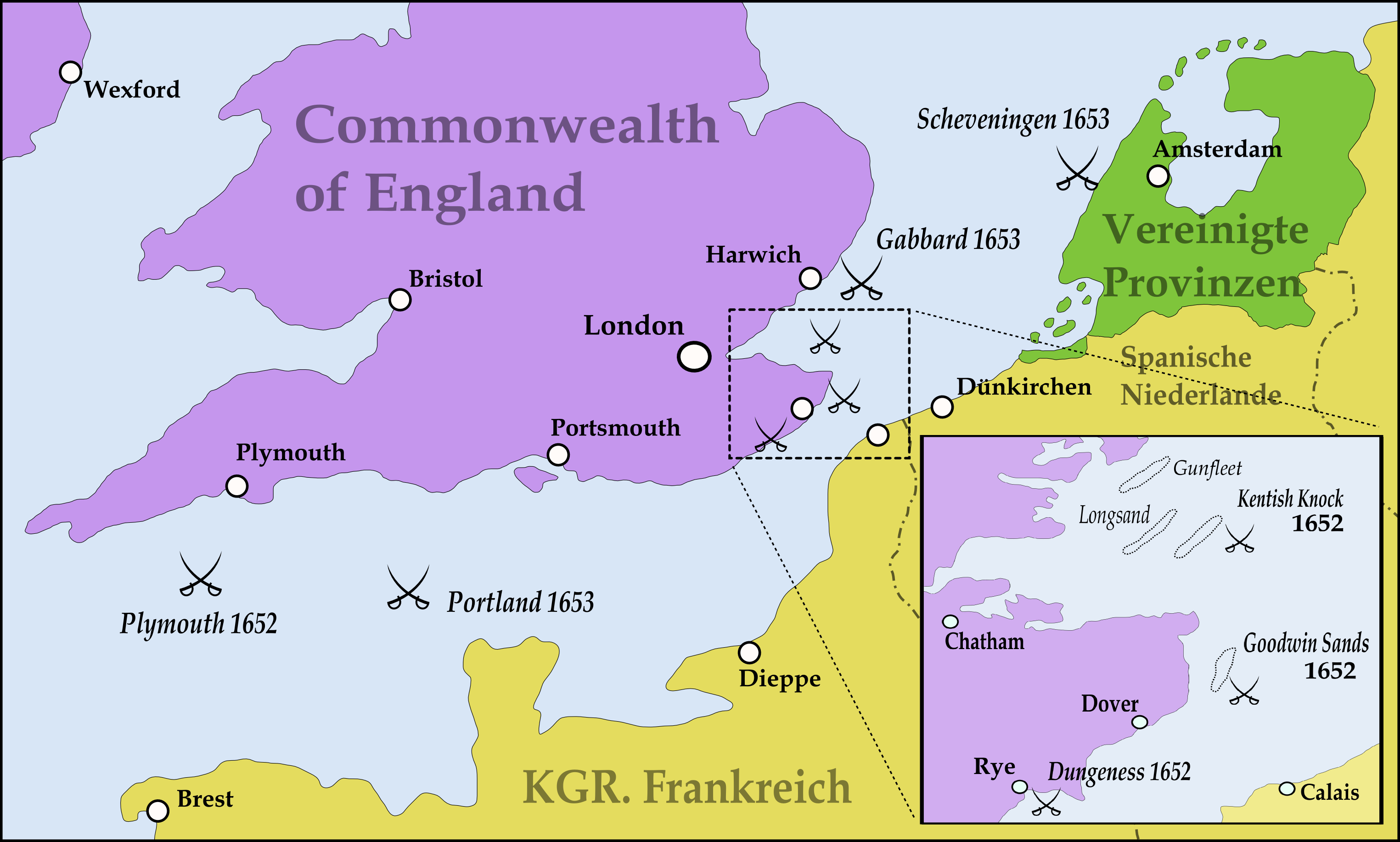
de locatie van de Zeeslag bij Plymouth

De Zeeslag bij Plymouth vond plaats op 26 augustus 1652, en was een zeeslag tijdens de Eerste Engels-Nederlandse Oorlog. Generaal-ter-zee George Ayscue van het Engelse Gemenebest leidde een vloot van 40 schepen en 5 brandschepen tegen een konvooi van de Verenigde Provinciën, begeleid door een escorte van 23 schepen en 6 branders onder het bevel van vice-commandeur Michiel de Ruyter. De twee bevelhebbers waren voor de oorlog vrienden geweest.
De ongelijkheid van aantallen werd ongedaan gemaakt door deelneming van gewapende Nederlandse koopvaardijschepen van het konvooi — waarbij de Friese kapitein van de Oost-Indiëvaarder Vogelstruys, Douwe Aukes, zich bijzonder onderscheidde — en door te schieten op de Engelse masten en tuigage, waardoor de Nederlanders Ayscue dwongen terug te keren naar Plymouth voor reparaties, terwijl het Nederlandse konvooi veilig naar de Atlantische Oceaan kon zeilen. Ayscue riep zichzelf uit als overwinnaar van het gevecht. Dit kon echter weinig anderen overtuigen, en zijn bevel werd hem ontnomen, mede omdat hij toch al verdacht werd van royalistische sympathieën.